# Głodek orzęsiony
Głodek orzęsiony (Draba fladnizensis Wulfen) – gatunek rośliny z rodziny kapustowatych. Występuje w górach i na obszarach subarktycznych Europy (Pireneje, Alpy, Karpaty), Azji i Ameryki Północnej. W Polsce w Tatrach odkryty został w 2018 roku.

## Morfologia

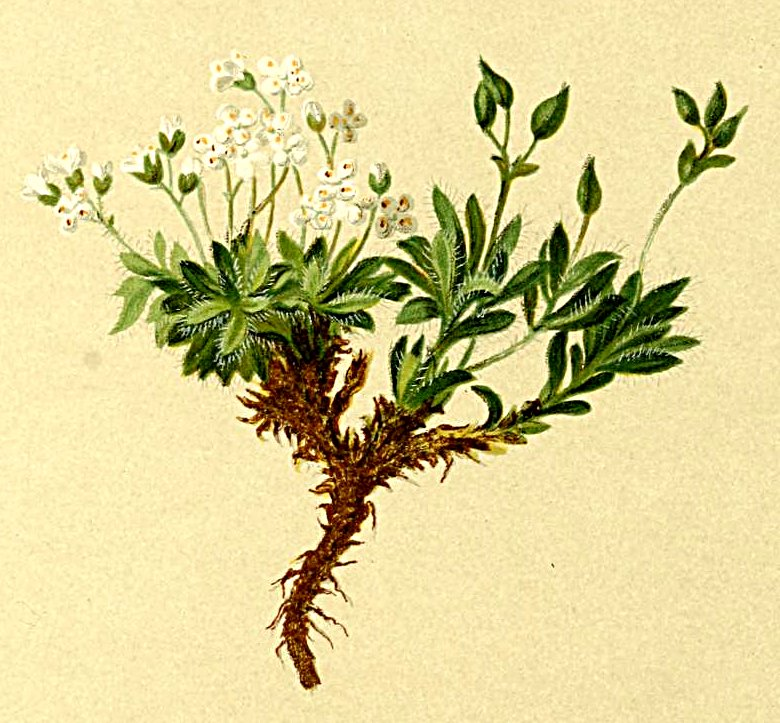
Morfologia

ŁodygaBezlistna, do 13 cm długości.
LiścieU nasady łodygi zebrane w gęstą rozetę. Liście pokryte na brzegach włoskami prostymi, poza tym blaszki nagie.
KwiatyZebrane w baldachogrono. Oś kwiatostanu i szypułki nagie. Korona kwiatu biała. Słupek krótki.
OwoceŁuszczynki tępe na szczycie.

## Biologia i ekologia
Bylina, hemikryptofit, oreofit. Rośnie na skałach. Kwitnie od czerwca do sierpnia. Liczba chromosomów 2n = 16.